# Luxeuil-les-Bains
Luxeuil-les-Bains település Franciaországban, Haute-Saône megyében. Lakosainak száma 6674 fő (2022. január 1.). Luxeuil-les-Bains Fontaine-lès-Luxeuil, Breuches, Froideconche, Hautevelle, Saint-Sauveur és Fougerolles-Saint-Valbert községekkel határos.

## Népesség
A település népességének változása:
| Lakosok száma | 7026 | 6821 | 7019 | 6722 | 6692 | 6623 | 6644 | 6659 | 6674 |
|               | 2013 | 2015 | 2016 | 2017 | 2018 | 2019 | 2020 | 2021 | 2022 |